# 橋本美佳
橋本 美佳（はしもと みか、8月21日 - ）は、日本の元子役・役者・ナレーター。現在の活動名は橋本躬佳（はしもとみか）
6歳の時劇団ひまわりに入団し芸能活動をスタートさせる。現在は（株）BABAY BOO所属。2012年ピアニストの順いづみと朗読と音楽のユニットIZUMIKAを結成

## 出演作品

### TV[2]
- 真理ちゃんとデイト（TBS）
- 英語であそぼう（TBS）
- 走れ!ケー100(TBS)
- イナズマン (NET/東映)
- 人間の條件 （TBS）
- みんななかよし(NHK教育テレビ）
- ケンにいちゃん（TBS）
- イナズマン （NET）
- 幸福ゆき （TBS）
- それ行け!カッチン（TBS）
- マチャアキするぞー!ビックリ大喜劇（NTV）
- ご存知!女ねずみ小僧（CX）
- 右門捕物帖（NET）
- 太陽にほえろ! （NTV）
- 親の目・子の目 （NET）
- 事件記者チャボ! （NTV）山岸洋子 役
- いつみても波瀾万丈（NTV）
- 爆笑問題のバク天（TBS）
- 「快適住まいるナビ」（TX）
- 「大丈夫！我が家の財産!?」（TX）
- 「24時間テレビ」（NTV）
- 「あさイチ」（NHK）
- 「解決スイッチ」（テレビ東京）
- 「なないろ日和！」（テレビ東京）
- 「爆報！THEフライデー」（TBS）
- 「行列のできる法律相談所」（NTV)
- 「健康カプセル！ゲンキの時間」（CBC）

### [3]映画
- 聖職の碑 (1978年東宝）
- 白い町ヒロシマ（1985年現代ぷろだくしょん）
- 「ハウ」（2022年東映）

### [4]CM
- YKKアルミサッシ
- 雪印世界の子供たち
- 日立テレビ
- エポック社ゲーム
- 東洋紡
- NHK「アカデミー賞受賞作品一挙放送」スポット
- QURASU化粧品
- ダイドーブレンドコーヒー
- マルハ リサーラ
- 武田薬品工業株式会社 インフォマーシャル
- ミツカン

### [5]VP
- 沖縄海洋博
- キーコーヒー
- とんねるず「雨の西麻布」

### [6]ラジオ
- 青空班ノート（NHKラジオ第2、中学校1年生を対象にしていた道徳学習番組）
- 小学館プチセブン（ラジオCM）
- 花王メリットシャンプー（ラジオCM）
- 朗読カフェの時間です（京都三条ラジオカフェ）

### [7]モデル
- 学研 科学と学習
- 学研 こどもグランド図鑑
- リコーマイティーチャー
- 全東京写真連盟（専属）
- 柿本栄三美容室ヘアショーモデル
- 有木(株)上質ごこち美脚パンツ

### [8]舞台・ライブ・朗読公演
- ノルテの会（現：劇団ノルテ）公演「マジョルカの雨」（作・演出　高垣葵）
- ノルテの会（現：劇団ノルテ）公演「赤い傘」（作・演出　高垣　葵）
- ノルテの会（現：劇団ノルテ）公演「南十字星のもとに」（作・演出　高垣　葵）
- 劇団青杜公演「天国ロックをのぞいてみれば」（新宿シアターアプル）
- 現代プロダクション公演「踊子」（作　北村想・演出　小松杏里）
- 月蝕歌劇団公演「帝国人形病院」（作・演出　高取英）
- 月蝕歌劇団公演「月蝕歌劇団黙示録」（作・演出　高取　英）
- 月蝕歌劇団公演「聖ミカエラ学園漂流記」（作・演出　高取　英）
- よこざわけいこナレータースクール公演「真実の邪馬台国」（内幸町ホール）
- 「セントラルフェスタ2006夢と愛と喜びを」（新宿文化 センター）
- 2009年度文化庁芸術祭参加公演「浮世絵でつむぐ江戸物語」（文京シビックセンター)
- 朗読劇「銀河鉄道の夜」（永田町 星陵会館）
- 朗読劇「星の王子さま」（永田町 星陵会館）
- NPO日本朗読文化協会主催「朗読の日」（銀座博品館劇場）
- 「第2回 京都・賢治の祭り」（アートステージ567）
- 朗読劇「芥川龍之介 白」（秋葉原UDX）
- 高円寺震災チャリティライブ（高円寺ペンギンハウス）
- 横浜赤レンガ倉庫「祈りの絵」展
- 朗読プロジェクト被災地岩手県に捧げる「宮沢賢治へのオマージュ」（大阪豊中市　日本民家集落博物館）
- 東日本大震災復興支援チャリティコンサート「未来への伝言」（池袋自由学園明日館／練馬区　真言宗円光院本堂）
- 東日本大震災チャリティーコンサート（京都宇治市日本キリスト教団宇治教会　礼拝堂 ）
- 「IZMIKA OtoKoto Live～FIRST CONTACT～」（沼袋オルガンジャズ倶楽部）
- 「IZMIKA OtoKoto Live～GIFT～」（沼袋オルガンジャズ倶楽部）
- 「第72回　八重洲朗読会」（八重洲ブックセンター）
- 「IZUMIKA With 水垣洋子DNA Special LIVE～音楽と朗読、DLコーナーで振り返るプレイバック６０’」
- 「古谷敏ウルトラワンマンショー」(虎の門発明会館)
- 「IZMIKA OtoKoto Live～Voice～」（沼袋オルガンジャズ倶楽部）
- 「IZMIKA OtoKoto Live～Cheers!～佐野光洋CD発売記念ライブ」（沼袋オルガンジャズ倶楽部）
- 「IZUMIKA OtoKoto LIVE～tornado～六本木ライブハウス新世界）
- 「MItsuhiro Sano with IZUMIKA Christmas DinnerShow」（市ヶ谷イタリアンダイニングレストランフィオリーレ）
- 夏目漱石没後百年～朗読と絵画で綴る「吾輩は猫である」～（主演　清水マリ）（高円寺山椿美術館）
- 「佐野光洋サンセットライブin豊橋」

### [9]ナレーション・ボイスオーバー
- 「Unlikely animal friends」ボイスオーバー
- 「シュガーレディ」ボイスオーバー
- first call（ファースト・コール）サイト紹介ナレーション